# 觔斗雲
，是中國古典小說《西遊記》中角色孫悟空使用的飛行法術，其行如飛舉騰雲，一個觔斗能行十萬八千里距離。

## 概述
《西遊記》書中描述，孫悟空於靈臺方寸山斜月三星洞向須菩提祖師學會七十二般變化後，某日祖師問孫悟空近來又學會什麼，孫悟空答說已能騰雲駕霧，祖師便讓孫悟空當面演示。但見孫悟空動作怪異，除了翻觔斗上天之外，來去也不過三里路，言其仍稱不上騰雲。於是，孫悟空懇求祖師傳授日遊四海的騰雲之法，祖師便依據孫悟空的習性，向其傳授法術口訣，當夜裡孫悟空就學會使用觔斗雲。
孫悟空大鬧天宮與如來佛祖打賭賽，比試能不能用觔斗雲翻出如來的手掌，孫悟空站在如來手心，往前縱身跳出，直見到五根肉紅色柱子，以為是天庭盡頭的撐天柱，於是變出毛筆在中間柱子寫上「齊天大聖到此一遊」。孫悟空緃身回頭與如來對證，卻沒想到駕上觔斗雲仍未翻出如來掌中，急忙想要縱身再跳出，就被如來翻掌壓在五指化成的五行山。
唐僧與孫悟空等人到達流沙河時，遇見遭貶的捲簾大將在此為妖作怪，兩方比鬥多番仍不相上下。豬八戒於是問道孫悟空，為何不用觔斗雲背上唐僧飛躍而過，悟空答道唐僧是尚未超脫世間的凡人，肉身凡胎無法騰雲駕霧，自然背不上觔斗雲。
學者糜文開比較研究印度文學與中國古典文學，提出孫悟空源自哈奴曼的假設，其中一點強調孫悟空騰雲駕霧的本領，實是捏拳向前翻觔斗，異於中國神仙般端正坐在雲上，與哈奴曼的本領相同。上海復旦大學教授陳引馳講解《西遊記與佛教》時，引述過這個說法。
“筋斗”之意，有观点认为源自百姓俗称的心中“咯噔一下”，“咯噔”与“筋斗”、“斤斗”音近，均指“念头”； 孙悟空的念头瞬间可以十万八千里，上天遁地无所不能，但还是翻不出如来佛祖的五指山。而“十萬八千里”为约数，《六祖壇經》中提到“除十恶即行十万，无八邪即过八千，但行直心，到如弹指。”
有观点认为，孙悟空的筋斗云、绝食法、隐身、分身等能力，均参考了唐代话本《叶净能诗》中对道士叶净能的本领，如“一旦意欲游行，心事只在须臾，日行三万五万里”、“或即隐身没影，即便化作一百个人”。

## 流行影响
筋斗雲为中國家喻戶曉的文化符號，因有著速度、自由、夢想、非凡等象徵意義，常被用作物流運輸、雲端科技、文化創意等企業的標誌、品牌形象塑造。

### 文化娱乐
鳥山明作品《七龍珠》
日本漫畫七龍珠裡的筋斗雲是漂浮在凱里塔周圍的一大片雲，為貓仙人所有，功能與西遊記中的觔斗雲大同小異，但在七龍珠中增加了一些設定，例如心懷惡念的人無法乘坐（坐上去會掉落下來）。它的大小可以改變，例如貓仙人贈送觔斗雲給孫悟空時，即告知孫悟空可以任意自這一大片觔斗雲中取走合適的大小。觔斗雲的功用在故事的早期較為顯著，但在悟空等人學會舞空術之後，幾乎沒有出場的機會。《西遊記》中描述的騰雲法術是白色的雲，而《七龍珠》中出現的飛行道具是金黃色的雲，因為鳥山明使用雙關語將「筋斗雲」（[きんとうん] 错误：{{Lang}}：无效参数：|3=（帮助））和「栗金團」（[栗きんとん] 错误：{{Lang}}：无效参数：|3=（帮助））聯接在一起。
藤子不二雄作品《哆啦A夢》
筋斗食物（[きんとフード] 错误：{{Lang}}：无效参数：|3=（帮助））是《哆啦A夢彩色版》第4集中出現的道具，首次連載在小學館雜誌《小學二年生》1980年4月號，又翻譯作筋斗雲食物、筋斗雲罐頭。作品設定的筋斗雲是一種喜歡吃的罕見生物，使用道具「筋斗食物」可以將筋斗雲吸引過來，抓到筋斗雲可以騎著到處飛行。
特攝片作品《忍者戰隊隱連者》
劇情中忍者紅（佐助）使用的忍術技能「筋斗雲」（きんとうん），煉成雲可以站在其上自由飛行。
郭子健执导电影作品《悟空传》
筋斗云出自孙悟空所收服的在小镇为非作歹的“妖云”。
電玩遊戲《跑跑卡丁車》
遊戲中出現的一部叫作「筋斗雲」的史詩級賽車。

### 其他
香港賽馬「觔斗雲」（Nimble Nimbus）
觔斗雲（E249）是一匹香港奪冠賽馬，出生於紐西蘭，2019年1月以10萬紐西蘭元出售到香港，父系是聖靈瀑布（Sacred Falls），母系是Marahau，外祖父是Pins。
自主航行貨船「筋斗云0号」
筋斗云0号是中国研发的首艘自主航行货船。

## 衍生作品
1963年10月，中國連環畫漫畫家劉繼卣根據西遊記故事繪製《筋斗云》，由人民美術出版社出版發行。
中国儿童绘本《从前有个筋斗云》由陈沛慈、李明华著作，李卓颖绘画，入选2019第十三届全国美术作品展览、2019年BIBF菠萝圈儿国际插画奖及2020年博洛尼亚国际儿童书展中国原创插画展。

## 备注
1. ↑  觔斗為一種唐代散樂，即是翻跟斗。[7] 京劇行當中負責表演翻跟斗或跌撲為主的演員稱為翻撲武生，專門表演《西遊記》中以孫悟空為題材的劇目。[8]
2. ↑  “今劝善知识，先除十恶，即行十万，后除八邪，乃过八千，念念见性，常行平直，到如弹指，便睹弥陀。”